# 宝花集
『宝花集』（ほうかしゅう）は宝塚歌劇団の舞台作品。星組公演。
併演作品は『セ・シャルマン!』。

## 解説
※『宝塚歌劇100年史（舞台編）』の宝塚大劇場公演のページを参照
天津乙女の舞台生活60周年を記念したショー。早春から春への移り変わりを題材とし、「峠の万才」や「清姫」といった天津乙女の場面を織り込んでいる。また、「八幡鐘」のシーンでは、火消しの鳶頭役の鳳蘭が、若い辰巳芸者の遥くららとの達引きを見せた。

## 公演期間と公演場所
- 1978年11月10日 - 12月25日[2]　宝塚大劇場
- 1979年3月2日 - 3月28日[3]　東京宝塚劇場

## 宝塚大劇場公演のデータ
形式名は「天津乙女舞台六十年 舞踊詩」。七景。

### スタッフ
- 構成・演出：内海重典[2][4]
- 演出：二世西川鯉三郎[2][4]
- 音楽[4]：高橋廉、中元清純、寺田瀧雄
- 音楽指揮：野村陽児[4]
- 振付[4]：二世西川鯉三郎、西川右近、西川左近
- 装置：渡辺正男[4]
- 衣装[4]：小西松茂、中川菊枝
- 照明：今井直次[5]
- 音響：松永浩志[5]
- 小道具：上田特市[5]
- 効果：中田正廣[5]
- 演出助手[5]：村上信夫、正塚晴彦
- 制作：三宅征夫[5]
- 鳴物：望月太三雄[5]